# Mariano Alonso Pérez
Mariano Alonso Pérez y Villagrosa (Zaragoza, 1857-Madrid, 1930) fue un pintor español.
Inició su formación artística en la Academia de Bellas Artes de Zaragoza y los continuó en la Escuela especial de pintura, escultura y grabado de Madrid. Más adelante se trasladó a Roma donde asistió a la Academia Chigi y la Cauva y se familiarizó con la técnica de la acuarela. En 1889 se instaló en París donde residía su hermano el compositor Luis Alonso y realizó diferentes obras ambientadas en la época de Luis XVI que tuvieron gran demanda a nivel internacional y le permitieron vivir de forma desahogada. A partir de 1910 se interesó por la pintura de tema social y en 1914, coincidiendo con el comienzo de la Primera Guerra Mundial, decidió volver a España para establecerse en Madrid, ciudad en la que falleció en 1930.